# Obergriesheim
Obergriesheim ist ein Dorf, das seit 1975 Ortsteil der baden-württembergischen Stadt Gundelsheim im Landkreis Heilbronn ist.

## Geographie
Obergriesheim liegt auf einem Höhenzug östlich des am Neckar gelegenen Gundelsheim. Außer nach Gundelsheim bestehen Straßenverbindungen ins nördlich gelegene Bachenau (ebenfalls heute Ortsteil von Gundelsheim) sowie südlich nach Bad Friedrichshall und östlich nach Untergriesheim (heute Ortsteil von Bad Friedrichshall).

## Geschichte

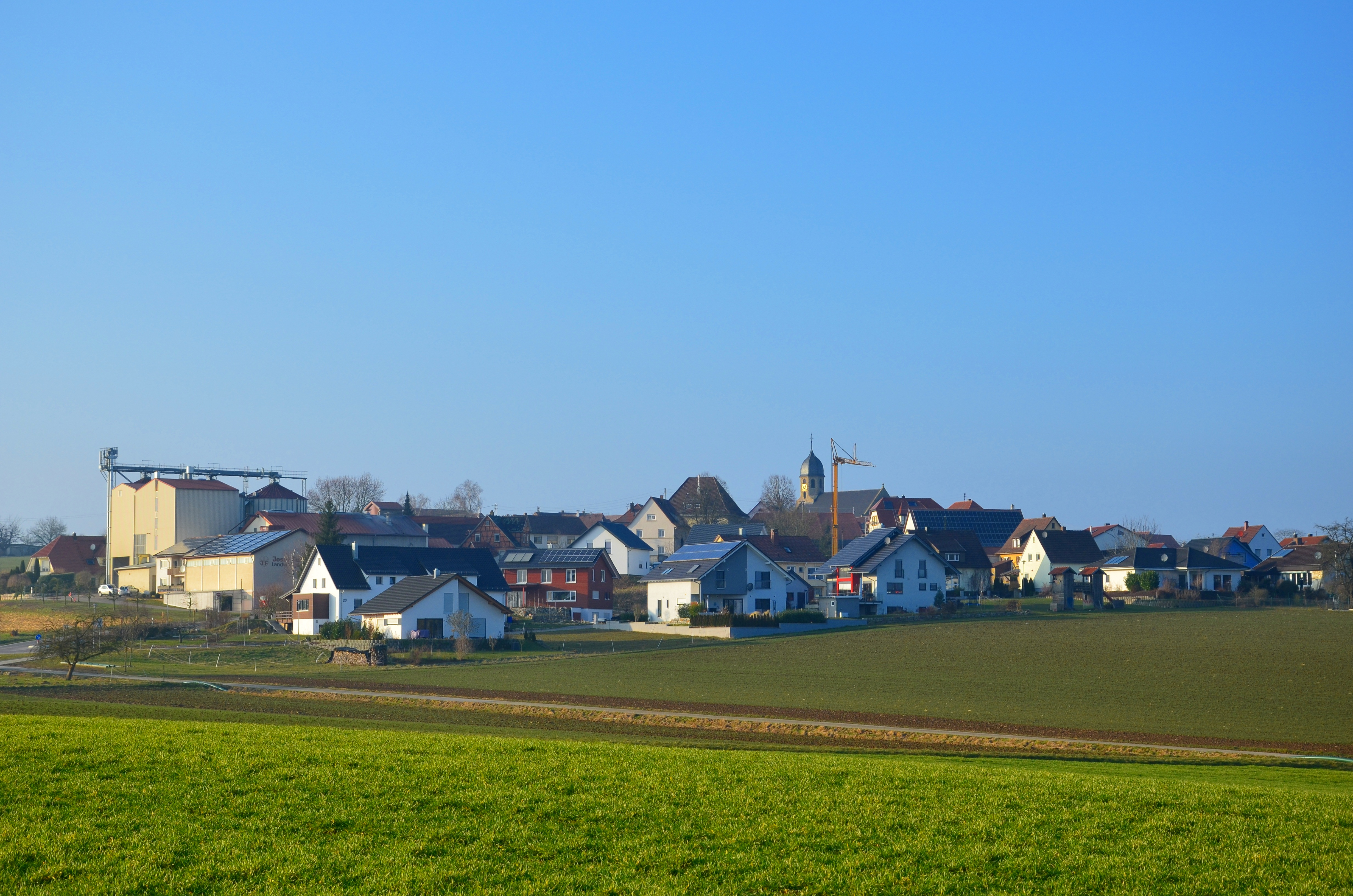
Obergriesheim von Süden aus gesehen

Die älteste bekannte schriftliche Erwähnung Untergriesheims, als  Greozisheim, geht auf die Schenkung eines Eberwin an das Lorscher Kloster zurück und datiert, laut einer Abschrift der Schenkungsurkunde im Codex Laureshamensis vom 26. April 767. Das Dorf wurde vermutlich in fränkischer Zeit um das 5. Jahrhundert gegründet. Der erste erwähnte Ortsname Greozisheim, lässt auf einen Gründer namens Greozo oder Greocus schließen. Aus dessen Gründung entstanden bis zum hohen Mittelalter die beiden benachbarten Orte Obergriesheim und Untergriesheim. Bis zur Stauferzeit war Obergriesheim ein unabhängiges Reichsdorf. Nach kurz aufeinander folgenden Besitzerwechseln fiel das Dorf 1362 an Kurmainz, das es gemeinsam mit Bachenau 1484 an den Deutschen Orden abtrat, in dem es bis 1806 zur Kommende Horneck gehörte. Obergriesheim behielt aber ein eigenes Dorfgericht.
Eine erste Kirche wurde 1593 errichtet. Im Dreißigjährigen Krieg wurde Obergriesheim 1626/27 von der Pest heimgesucht, 1632 von den Schweden und 1634 von den Spaniern. 1643 wurde die Kirche säkularisiert, ihre Glocken wurden 1647 nach Heilbronn verkauft. In der zweiten Hälfte des 17. Jahrhunderts fielen zahlreiche Einwohner dem „hitzigen Fieber“ (Typhus) zum Opfer. 1687 fielen die im Neckartal marodierenden Schweden nach Obergriesheim ein.
In der Zeit politischer Ruhe in der zweiten Hälfte des 18. Jahrhunderts erlebte Obergriesheim eine gewisse Blüte. Zahlreiche Gebäude datieren aus dieser Zeit, darunter auch historische Gaststätten, u. a. Gasthof Traube von 1781 und Gasthof Kreuz von 1792. Nach dem Übergang zum Königreich Württemberg 1806 grassierte abermals das „hitzige Fieber“, zudem waren die Jahre 1816/17 ausgesprochene Hungerjahre. Die ehemalige Kirche wurde zu dieser Zeit nur noch als Magazin gebraucht. 1848 bessert sich die Situation der Landbevölkerung durch den Wegfall des Zehnts. 1866 wurden kurzzeitig preußische Soldaten in Obergriesheim einquartiert.
Der Beginn des 20. Jahrhunderts brachte 1902 die Einweihung eines Kirchenneubaus, 1911 ein Schulhaus und 1912 die Elektrifizierung des Ortes. 1927 wurde die Kanalisation des Ortes angelegt. 1939 wurden 434 Einwohner gezählt, Ende 1945 waren es 503. Nach dem Zweiten Weltkrieg stieg die Einwohnerzahl stark an, da über 100 Flüchtlinge und Vertriebene in Obergriesheim eine neue Heimat fanden. Am 1. Januar 1975 erfolgte die Eingemeindung nach Gundelsheim.
Obergriesheim ist bis heute stark landwirtschaftlich geprägt. Von den zahlreichen traditionellen Gasthäusern des Ortes wird heute keines mehr bewirtschaftet. Der Ort weist infrastrukturelle Mängel auf, so gibt es bis auf einen Bäckerladen und einen kleinen, einem Landhandel angehörenden Getränkemarkt keine Einkaufsmöglichkeit mehr, und der Ort ist heute überwiegend Wohnort für Pendler der umliegenden Städte und Gemeinden.
Obergriesheim hat ca. 710 Einwohner. Mittelpunkt in der Dorfgemeinschaft ist der ortsansässige „Musik-, Sport- und Gesangsverein Eintracht Obergriesheim“, dessen verschiedene Abteilungen das Obergriesheimer Straßenfest veranstalten.

## Wappen
Bis 1938 zeigten Gemeindestempel u. ä. ausschließlich das Deutschordenskreuz. 1938 schlug die Archivdirektion mit Hinblick auf eine Fusion von Obergriesheim mit Untergriesheim und Höchstberg das heute noch von Untergriesheim verwendete Wappen vor. Da es nicht zu der Fusion kam, nahm die Gemeinde 1959 das heutige Wappen an, das ein schwarzes Deutschordenskreuz über einem roten sechsspeichigen Rad auf Silber zeigt. Das sogenannte Mainzer Rad war das Zeichen des Mainzer Erzstifts, des Besitzvorgängers von 1362 bis 1484.

## Sehenswürdigkeiten

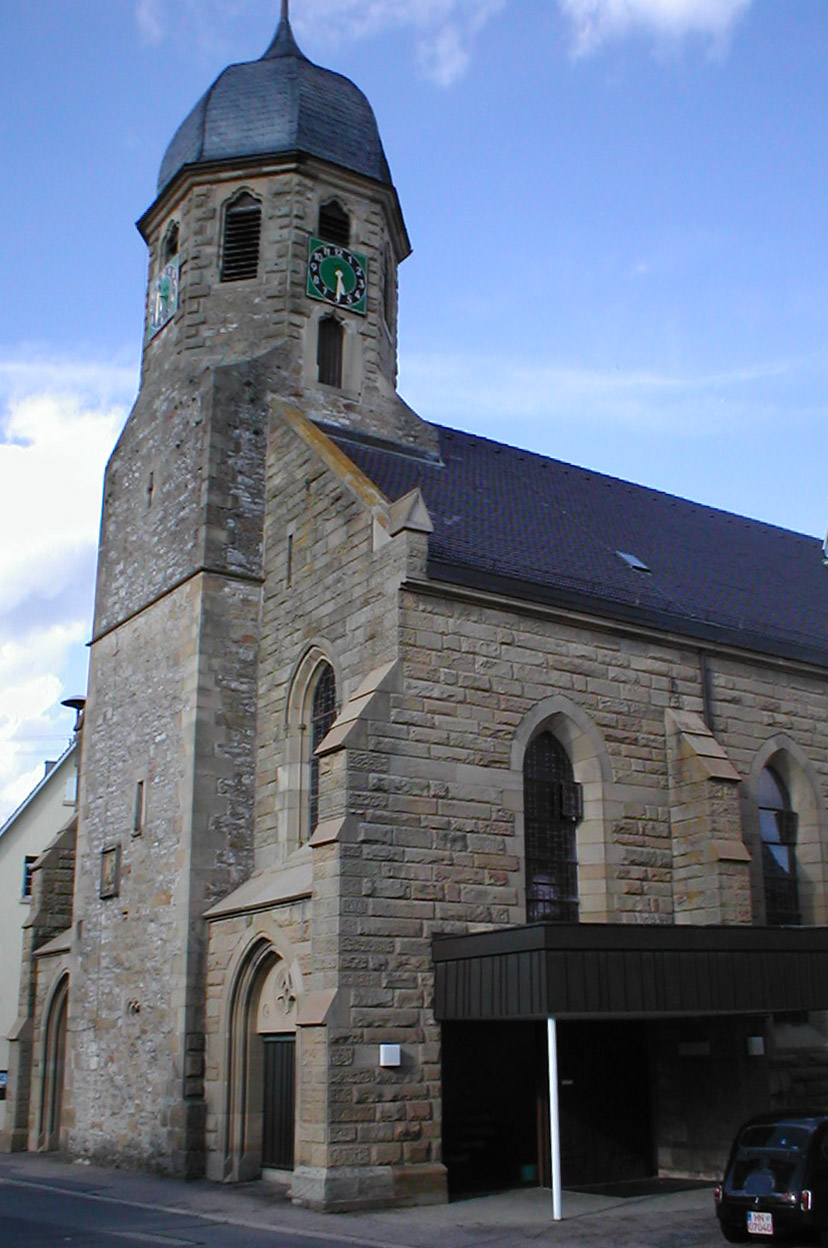
Katholische Kirche

- Die Katholische Herz-Jesu-Kirche wurde von 1899 bis 1902 im Stil der Neogotik nach Plänen von Ulrich Pohlhammer erbaut. Der Unterbau des Turmes rührt noch von einer älteren Dreifaltigkeitskirche um 1600 her. Der Turm wurde beim Neubau durch Pohlhammer um ein achteckiges Obergeschoss und eine Turmhaube erhöht. Das schlichte Innere der ursprünglich schmuckvolleren Kirche ist einer Renovierung der 1960er Jahre geschuldet.
- Barocke Kreuzigungsgruppe von 1792 in der Oberen Straße
- Backhaus (19. Jahrhundert) und Milchhaus (um 1930) in der Bachenauer Straße
- Im Ort sind zahlreiche historische Gebäude aus unterschiedlichen Epochen erhalten, darunter der Gasthof Traube von 1781 oder das Anwesen Krauth von 1910.
- 1902, während der Bauzeit der Herz-Jesu-Kirche, ließ Pfarrer Riegel eine Lourdesgrotte errichten. Sie wurde 1988 umfangreich saniert.

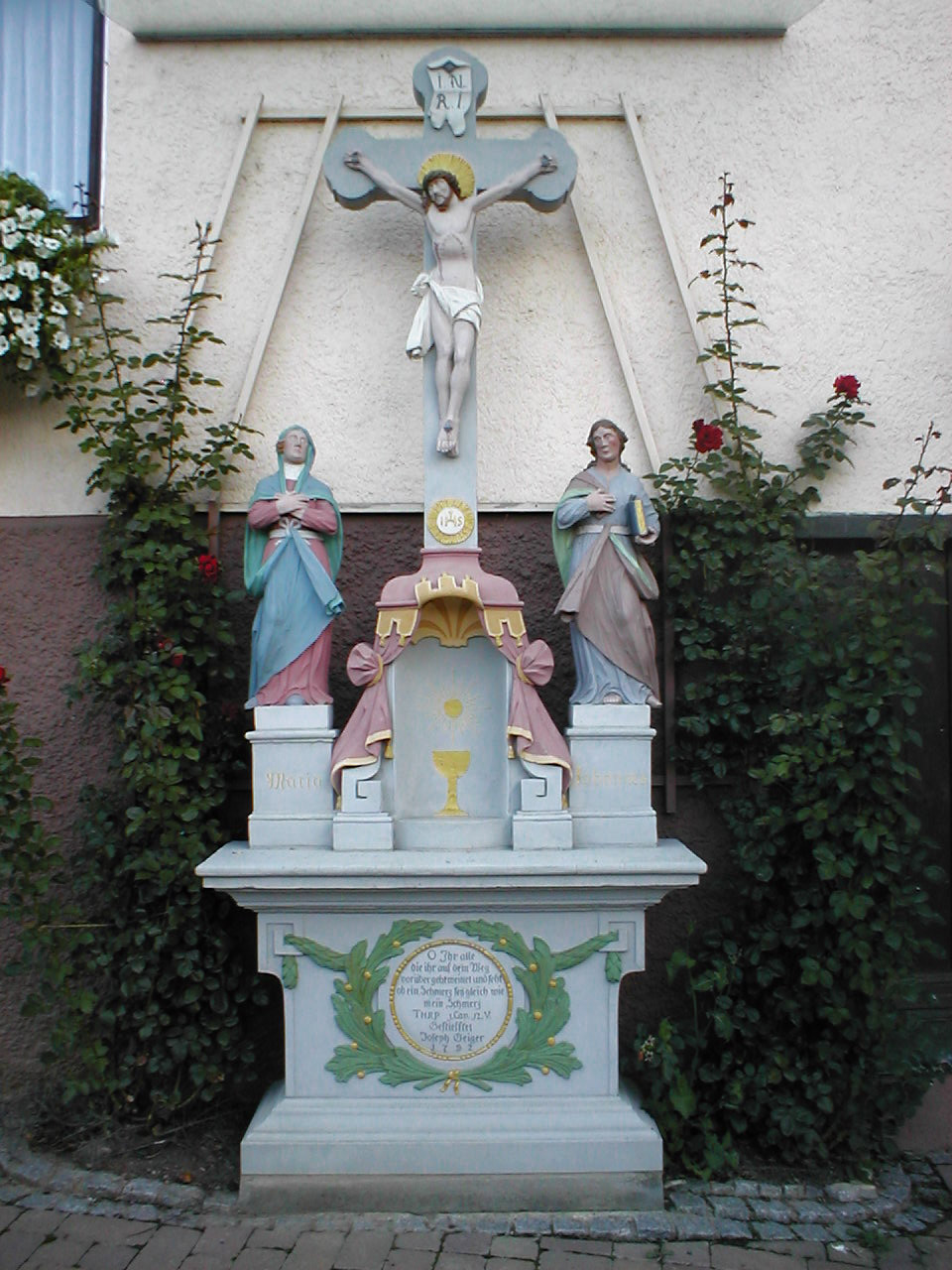
Kreuzigungsgruppe von 1792
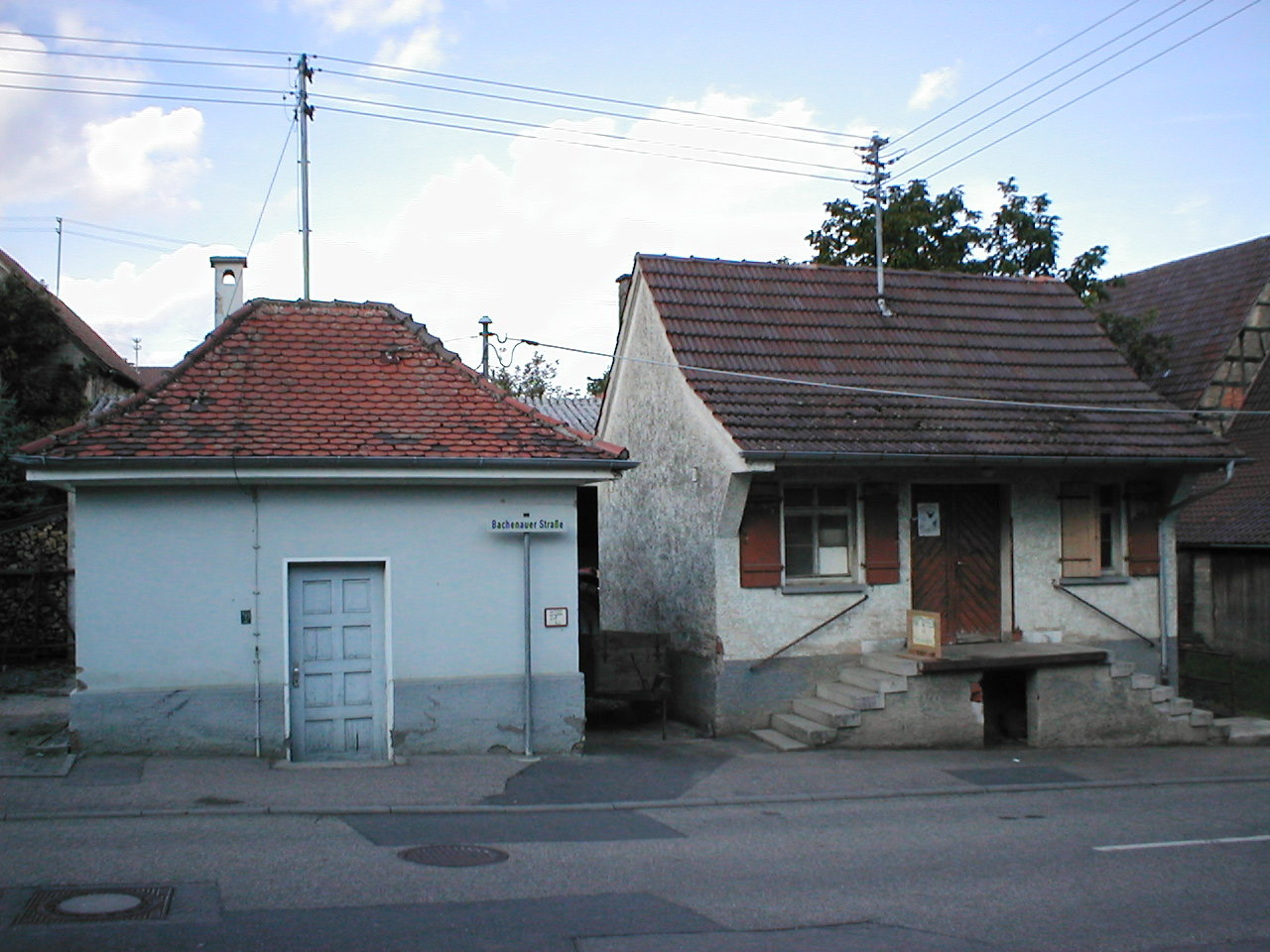
Backhaus und Milchhaus
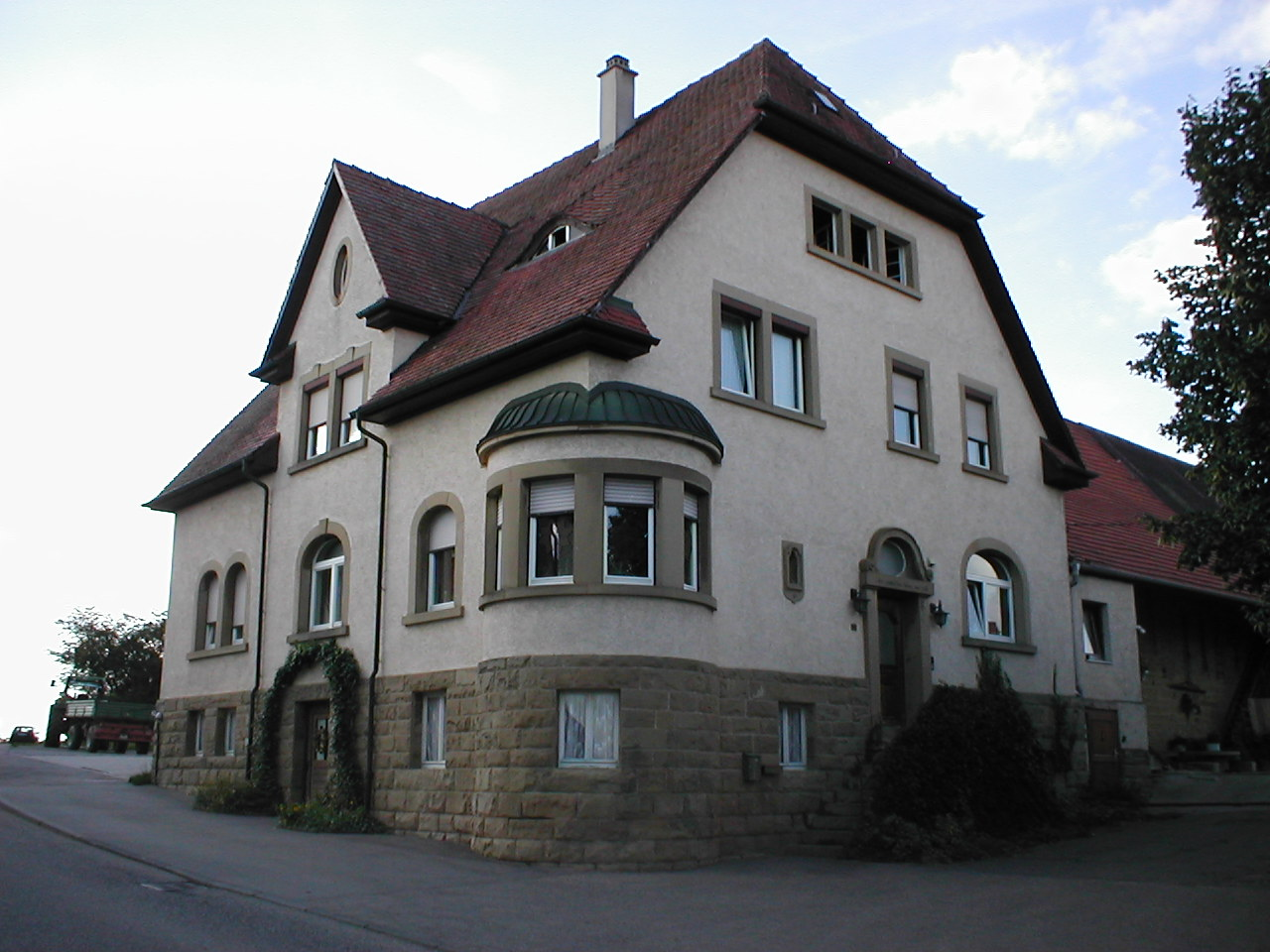
Anwesen Krauth von 1910

## Verkehr
Der Haltepunkt Duttenberg-Obergriesheim lag an der Frankenbahn (Bahnstrecke Stuttgart–Würzburg) und wurde bis 1971 bedient. Heute passieren die Züge an dieser Stelle ohne Halt.

## Persönlichkeiten
- Franz-Joseph Remlinger (1733–1788), Baumeister und Schultheiß in Grombach, geboren in Obergriesheim